# リヒャルト・ワーグナー記念館

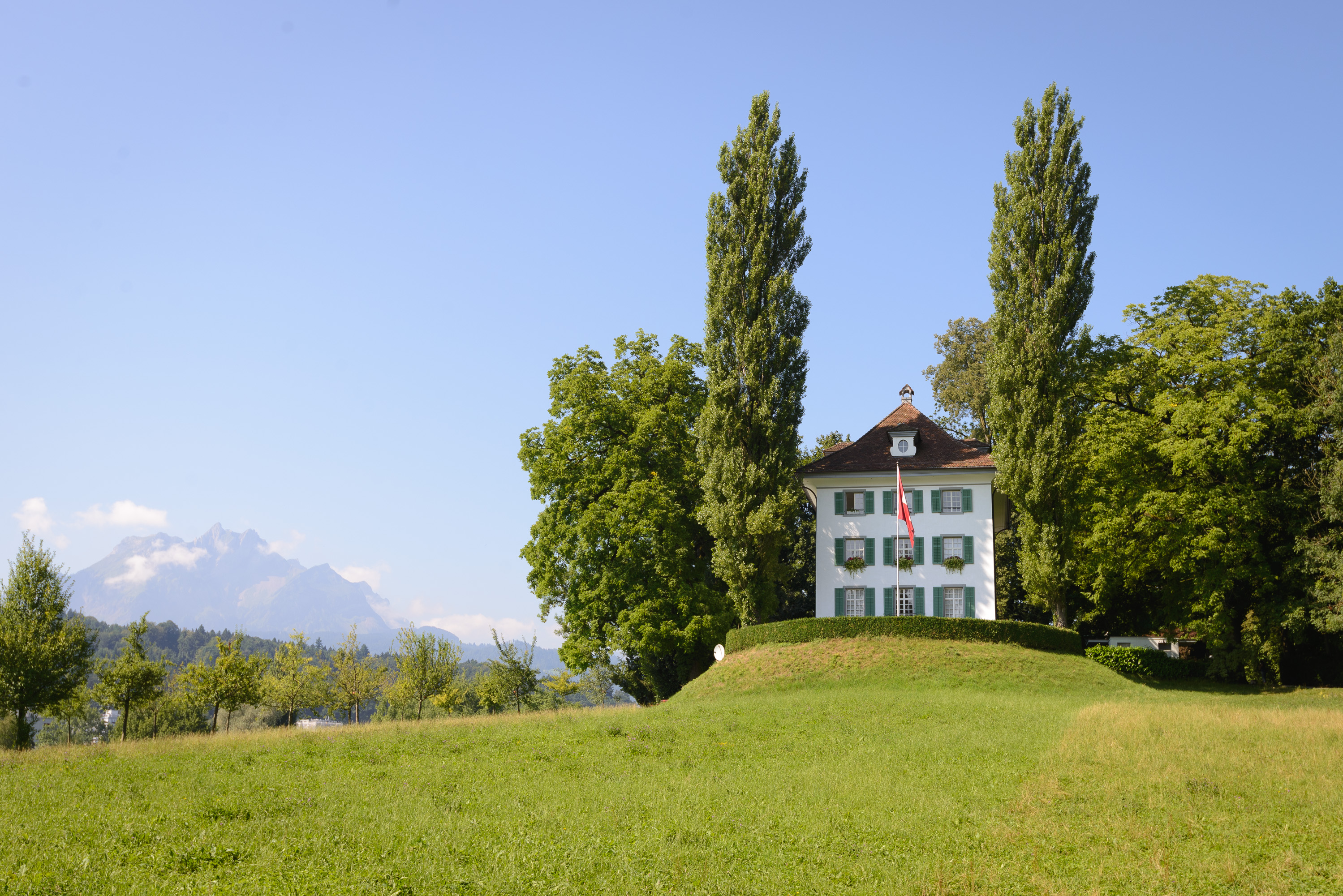
リヒャルト・ワーグナー記念館

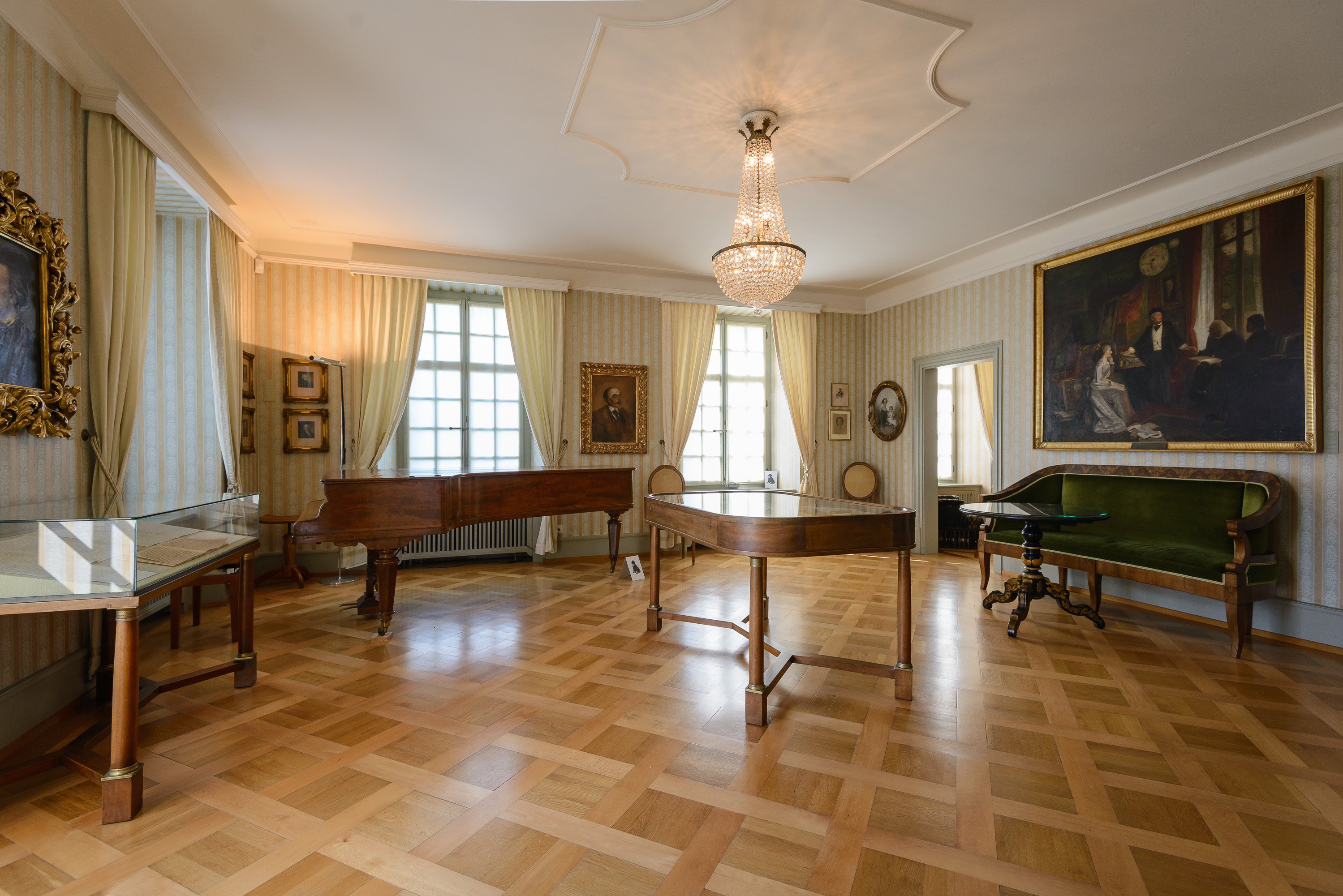
リヒャルト・ワーグナー記念館

リヒャルト・ワーグナー記念館（リヒャルト・ワーグナーきねんかん、Richard Wagner Museum）は、スイスのルツェルン近郊トリプシェンにある、19世紀の作曲家リヒャルト・ワーグナーの旧邸・記念館。
中央スイス地方のフィアワルトシュテッテ湖（ルツェルン湖）の湖畔トリプシェンにある邸宅を改装して完成した。ワーグナーが使用していた私物や、楽譜、楽器などが展示されている。
ワーグナーはここで1866年から1872年までの6年間暮らした。この間、コジマとの間に2人の子供（エーファとジークフリート）を儲け、1870年にコジマと正式に結婚している。「ニュルンベルクのマイスタージンガー」はこの邸宅で完成した。この邸宅前で開かれたガラコンサートが、国際音楽祭として有名な現在のルツェルン・フェスティバルの始まりとなった。